# Kadèr Gürbüz
Kadèr Gürbüz (Gent, 29 juli 1969) is een Vlaams actrice en presentatrice van Turkse afkomst.
Ze studeerde aan het conservatorium in Gent. Daarna begon ze bij VT4 als omroepster. Enkele rollen waarmee ze bekendheid verwierf, waren die van dokter Mihriban Ateş in Flikken en die van Birgit Baukens uit W817.
Ze speelde gastrollen in De Kotmadam (Maya), Spoed (moeder), Aspe (Diana Heydens), Witse (Julie Deboeck), En daarmee basta! (Heidi), F.C. De Kampioenen (dokter Helga Botermans) en Mega Mindy (Rebecca De Rien De Rien).
Tot 2003 maakte ze ook deel uit van de W817&Band
Ook was ze te zien in Het Swingpaleis en Thuis, als advocate Karin Baert. Deze rol vertolkte ze sporadisch sinds 2000. Sinds 2016 is ze een vast personage in de reeks.
Bij Life!tv presenteerde Gürbüz Life!tv Gezondheid en Life!tv Vakantie.
Naast haar televisiewerk staat zij ook op de planken. In het theater speelde ze onder meer in de KNS, bij Arca en voor het Ballet van Vlaanderen. In 2010 speelt ze een rol in het Hippoliet, een theaterstuk van het gelegenheidsgezelschap 'Het ongerijmde'.
Van juni 2011 tot augustus 2012 vertolkte ze als Caroline De Meester een vaste rol in de soap Familie. In het najaar 2012 was ze te zien als Martine Storck in De Vijfhoek.
Voor de Vlaamse verkiezingen in 2014 stond ze op de Oost-Vlaamse Open Vld-lijst op de vijftiende opvolgersplaats, ter ondersteuning van Mathias De Clercq.

## Televisie

### Hoofdrollen
- Chez Bompa Lawijt (1994) - als Dudu
- W817 (1999-2003) - als Birgit Baukens
- Flikken (1999-2009) - als Mihriban Ates
- Thuis (2000-2007, 2009, 2013-2014, 2016-heden) - als Karin Baert
- De Blote Belg (2001) - als secretaresse
- Het Swingpaleis (2003-2005) - als panellid
- Jes (2009) - als Michelle Jacobs
- Familie (2011-2012) - als Caroline De Meester
- De Vijfhoek (2012) - als Martine Storck
- Chaussée d'Amour (2016) - als Valentina Moreni
- Gent-West (2018-2019) - Linda Dhondt

### Gastrollen
- De gouden jaren (1992) - als dienster
- Samson en Gert (1993) - als vriendin van  Marlèneke
- De Kotmadam (1993) - als Maya
- Niet voor publikatie (1994) - als Titiana
- Zomerrust (1993) - als stewardess
- Gilliams en De Bie (1999) - als Gabriëlle Morland
- F.C. De Kampioenen (2002, 2004, 2005, 2010, 2011) - als dokter Helga Botermans
- Spoed (2004) - als moeder
- Aspe (2004) - als Diana Heydens
- 10 jaar Leuven kort (2004) - als zichzelf
- Witse (2006) - als Julie Deboeck
- Mega Mindy (2007) - als barones Rebecca Rien De Rien (Els Cupido)
- En daarmee basta! (2007) - als Heidi
- Code 37 (2009) - als Kristien Devadder
- Zone Stad (2011) - als vrouw van David
- Binnenstebuiten (2013) - als Carla Vandekerke
- Vermist (2015) - als agente van Comité P
- The Team (2015, 2018) - als Halima Khan
- Ghost Rockers (2016-2017) - als Maaike Scholenburg
- 13 Geboden (2018) - als uitbaatster van een nachtclub
- Salamander (2018) - als Sabine Kroneborg
- Morten (2019) - als Lousewies Happe
- Zonder Afspraak (2023) - als Nur

## Film
- Snapshot (2002) - als Catherine
- Booster (2014)
- Het Tweede Gelaat (2017) - als parketsecretaresse
- W817: 8eraf! (2021) - als Birgit Baukens